# Hexorthodes senatoria
Hexorthodes senatoria är en fjärilsart som beskrevs av Smith 1900. Hexorthodes senatoria ingår i släktet Hexorthodes och familjen nattflyn. Inga underarter finns listade i Catalogue of Life.